# Federação Gaúcha de Judô
Federação Gaúcha de Judô (FGJ), é a entidade máxima de Judô no estado do Rio Grande do Sul. A FGJ compete a organização dos campeonatos Estadual Principal, Estadual Divisão de Acesso, Estadual por Equipes, Regionais (Interior, Metropolitano e Citadino), assim como as Super Copas, Copas e Troféus de Delegacias Regionais. Durante o ano, em meio as competições, a FGJ também organiza seletivas, com o objetivo de convocar a Seleção Gaúcha de Judô, que representará o estado do Rio Grande do Sul em competições de âmbito nacional, organizadas pela Confederação Brasileira de Judô. 

## História
A história da FGJ se confunde com a história da Confederação Brasileira de Judô. Ambas, originalmente, faziam parte apenas das entidades que organizavam o pugilismo, sendo a FGJ apenas um departamento da Federação Rio-Grandense de Pugilismo (FRGP).  
Em 1967, no Campeonato Brasileiro Juvenil de Judô, o atleta de Passo, Fundo Álvaro Garcia Pacheco, se tornou primeiro gaúcho a ser campeão brasileiro, alavancando o crescimento do judô no Rio Grande do Sul. Com o crescimento do judô no estado, e a eminente separação da Confederação Brasileira de Judô da Confederação Brasileira de Pugilsimo, os movimentos internos para que o Departamento se tornasse uma Federação aumentaram cada vez mais, fazendo com que, em 1969, o presidente eleito da Federação Rio-Grandense de Pugilismo opinasse e optasse pela criação da Federação. 
Todavia, nesse momento, dois movimentos se criaram dentro da Federação: o primeiro, liderado pelo Presidente da FRGP, Aluízio Nogueira Bandeira de Melo, conhecido como Prof. Loanzi, e apoiado por clubes como SOGIPA, Sport Clube Ruy Barbosa e Judô Clube Pelotense, o qual teve seu presidente como redator da ata de fundação da referida Federação;  e a segunda liderada Ricardo Rodrigues Gaston, e apoiada pelo clubes Sociedade Gondoleiros e Vila América, do Círculo Social Israelita e dos clubes de Judô Porto-alegrense e Metropolitano. 
O movimento liderado por Ricardo Rodrigues Gaston fundou sua Federação em 11 de março de 1969, na sede do Círculo Social Israelita, em Porto Alegre, a qual denominou-se Federação Gaúcha de Judô, enquanto o movimento liderado pelo Prof. Loanzi fundou a Federação Rio-Grandense de Judô, em 24 de abril de 1969. Entretanto, a segunda entidade não vingou e acabou por ser dissolvida em um acordo entre os dois movimentos, o que resultou na atual Federação Gaúcha de Judô, a qual teve seu registro reconhecido em 14 de março de 1969, com data de fundação três dias antes.
Por fim, com a consolidação da Federação Gaúcha de Judô como órgão organizador do esporte no estado, essa é reconhecida pela Confederação Brasileira de Judô em 4 de setembro de 1970. 

## Organização
A FGJ disponibiliza duas formas de filiação, a Divisão Principal e a Divisão de Acesso, de forma a proporcionar disputas com mais igualdade técnica. 

### Divisão Principal
Consiste em divisão para atletas mais experientes. Disponível a partir da classe Infantil (Sub-11), até a classe Veteranos, sem restrição de graduação.

### Divisão de Acesso
Consiste em divisão para atletas iniciantes, sendo, assim, disponível a partir da classe Mirim, até a classe Veteranos, com restrição de graduação, qual seja: até faixa azul com ponta amarela na classe Mirim, até faixa amarela ponta laranja na classe Infantil, e até faixa laranja nas demais classes.

### Definições Gerais
Por critérios técnicos da FGJ, qualquer atleta filiado a Divisão de Acesso pode, a qualquer momento, migrar para a Divisão Principal, não sendo, entretanto, permitido o retorno à Divisão de Acesso.
Todas as seletivas serão necessariamente realizadas junto as Divisões Principais.

## Rankings Estaduais
Todo ano, no Bonenkai, a FGJ premia as entidades que mais pontuaram durante o ano. De acordo com o site da FGJ, desde 2009, já existiram três tipos diferentes de premiações:
Ranking Geral: onde qualquer pontuação acumulada soma pontos, com critérios diferentes para pontuações em Campeonatos Internacionais, Nacionais, Estaduais e Regionais. Durante o período de 2009 a 2012, somente existia premiação para tal Ranking no Bonenkai.
Ranking do Circuito Gaúcho de Entidades: Criado em 2013, sob nome de Ranking Gaúcho de Entidades, quando somente contavam pontos as Copas e Super Copas Estaduais. A partir de 2014, os Campeonatos Estaduais (Individual, por Equipes e de Novos) passaram a contar pontos, também, e as Copas e Super Copas contaram com um único ranking: O Ranking do Circuito das Copas, que não seguiu existindo no próximo ano. A partir de 2015, foi renomeado para Ranking do Circuito Gaúcho de Entidades, nos moldes já existentes, onde quaisquer competições de âmbito estadual contam pontos.
Ranking da Divisão de Acesso: Criado em 2015, tal Ranking reúne somente pontos oriundos da Divisão de Acesso do Estado do Rio Grande do Sul.
Desde 2009 os campeões foram:

## Principais Atletas Formados na FGJ
A FGJ tem e já teve em seu quadro diversos atletas formados no estado que integraram a Seleção Brasileira de Judô, convocada pela CBJ. Em número de títulos e medalhas, se destacam:  

### João Derly
João Derly, aposentado desde 2012, foi o primeiro atleta brasileiro de Judô a ser bicampeão mundial da modalidade. Em 2005, com 24 anos, foi campeão no Egito, fato já histórico para o judô brasileiro. Não bastando o feito, em 2007 no Rio de Janeiro, João Derly repetiu a dose, tornando-se assim, o primeiro brasileiro a ser bicampeão mundial da modalidade.  No mesmo ano, João se tornaria campeão Panamericano, nos Jogos Panamericanos de 2007, realizados na mesma cidade onde havia sagrado-se bicampeão mundial.
Infelizmente, o atleta não obteve o mesmo sucesso em Jogos Olímpicos. Em sua única participação nos Jogos, em 2008, João foi derrotado nas quartas de final, não avançando na competição.
João Derly foi atleta da SOGIPA durante toda a sua vida esportiva.

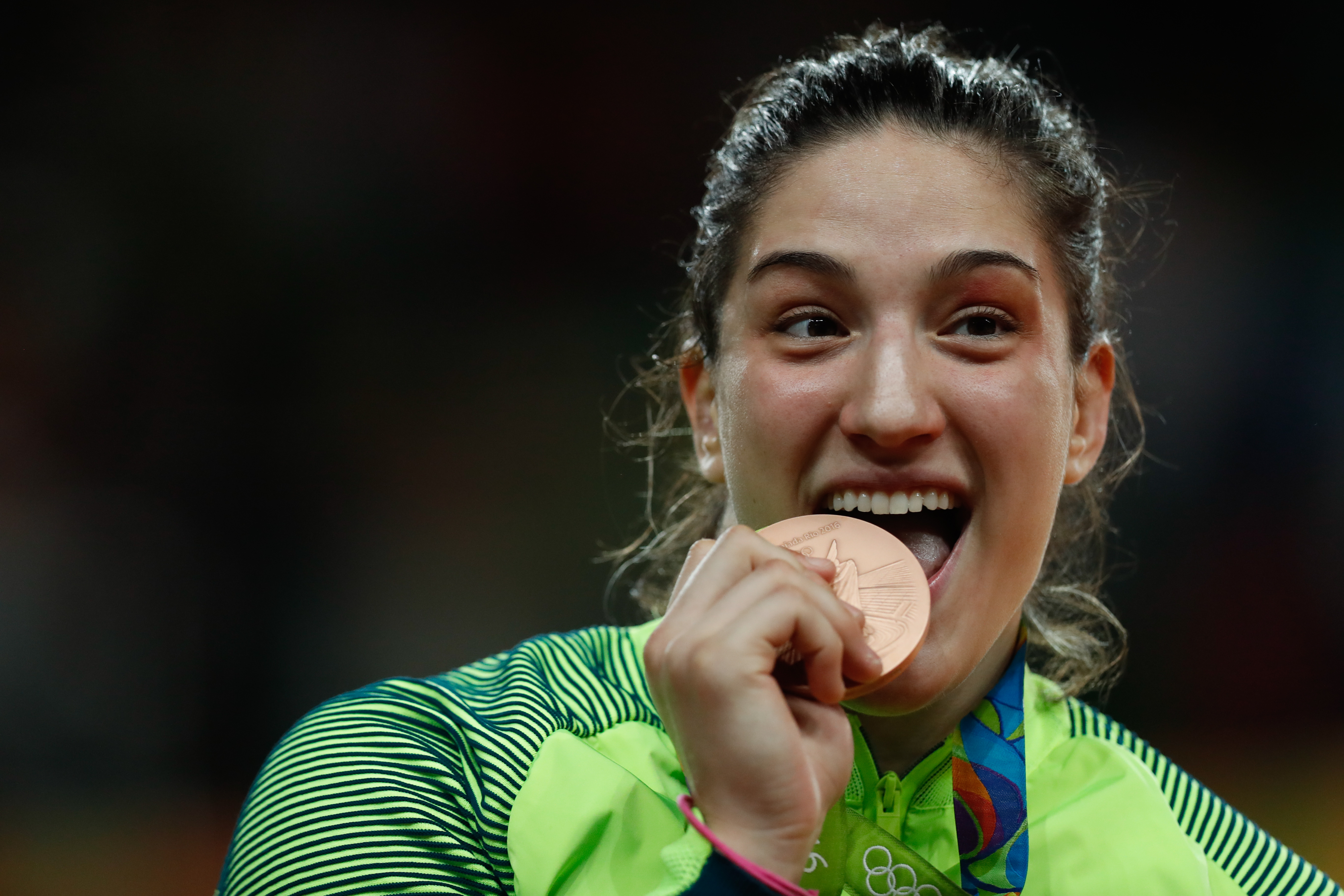
Mayra Aguiar nos Jogos Olímpicos do Rio de Janeiro, em 2016

### Mayra Aguiar
Mayra é, atualmente, a atleta mais vencedora filiada a FGJ, tendo, ao todo, quatro medalhas em Campeonatos Mundiais, duas em Jogos Olímpicos e três em Jogos Panamericanos. Mayra é atleta da SOGIPA.
A primeira medalha a nível internacional de Mayra veio logo aos 16 anos, nos Jogos Pan-Americanos de 2007, no Rio de Janeiro, no qual Mayra ficou com a prata ao ser superada pela americana Ronda Rousey na final. Não parando com suas conquistas por ali, Mayra medalhou nos Campeonatos Mundiais de 2010, 2011, 2013 e em 2014, em Cheliabinsk, na Ucrânia, sagrou-se campeã, trazendo o título novamente ao Sul do Brasil depois de sete anos. 
Nos Jogos Panamericanos, além de sua primeira medalha, em 2007, Mayra medalhou em outras duas edições: 2011 e 2015, sagrando-se campeã na última, ao derrotar a americana Kayla Harrison na final.
Nos Jogos Olímpicos, Mayra, participou das edições de 2012 e 2016, ficando com a medalha de bronze nas duas oportunidades.

### Maria Portela
Natural de Júlio de Castilhos, Maria Portela, ou raçudinha, como é conhecida, é mais uma judoca do Rio Grande do Sul com frequente aparecimento na Seleção Brasileira da modalidade. Atleta da SOGIPA, Maria já conquistou duas medalhas em Jogos Panamericanos, obtendo a medalha de bronze em 2011 e 2015. Maria Portela também já participou de duas edições dos Jogos Olímpicos, em 2012 e 2016, não tendo medalhado em nenhuma das duas oportunidades.